# Domitien Mestré
Domitien Mestré (Rocourt, 13 december 1973) is een gewezen Belgische atleet, die zich had toegelegd op het polsstokhoogspringen. Hij nam eenmaal deel aan de wereldkampioenschappen en veroverde indoor en outdoor in totaal zeven Belgische titels.

## Biografie
Mestré werd als vijftienjarige begin 1989 voor het eerst Belgisch indoorkampioen. Het jaar nadien ging hij als zestienjarige al over 5,16 m. Hij veroverde zowel indoor als outdoor de Belgische titel. 1991 ging grotendeels verloren door een blessure aan de rug.
In 1992 overschreed Mestré als junior 5,40. Dit was 10 cm te weinig voor deelname aan de Olympische Spelen. Hij nam wel deel aan wereldkampioenschappen voor junioren, maar haalde daar geen hoogte. Begin 1993 wordt hij wel indoorkampioen, maar de rest van het seizoen behaalde hij geen sprekende resultaten.
1995 leek het jaar van de definitieve doorbraak te betekenen voor de toen eenentwintigjarige Mestré. Begin dat jaar werd hij Belgisch indoorkampioen met een Belgisch record. Hij overschreed 5,61, één centimeter beter dan Patrick Desruelles. Twee weken later bracht hij het record op 5,65. Hij nam deel aan wereldindoorkampioenschappen, waar hij achtste werd in de kwalificaties. Later dat jaar overschreed hij ook outdoor 5,61. Hij werd opnieuw Belgisch kampioen en werd geselecteerd voor de wereldkampioenschappen in Göteborg. Hij overleefde de kwalificaties echter niet. Begin 1997 besloot hij te stoppen met polsstokspringen op topniveau. Hij deed nog wel aan hoogspringen en soms ook polsstokspringen, bijvoorbeeld bij interclubkampioenschappen.

### Clubs
Mestre begon zijn carrière bij  Racing Club Tienen, maar stapte daarna over naar FC Luik, afdeling Oreye. Na zijn actieve carrière werd hij er trainer bij de ondertussen opgerichte club Waremme Atlethic Club Oreye (WACO). Ook werd hij trainer bij  
Athletic Team Crisnée (ATC).

## Belgische kampioenschappen
| Onderdeel                | Jaar                         |
| ------------------------ | ---------------------------- |
| polsstokspringen outdoor | 1990, 1995                   |
| polsstokspringen indoor  | 1989, 1990, 1992, 1993, 1995 |

## Persoonlijke records
Outdoor
| Onderdeel        | Prestatie | Datum        | Plaats |
| ---------------- | --------- | ------------ | ------ |
| polsstokspringen | 5,61 m    | 19 juli 1995 | Gent   |

Indoor
| Onderdeel        | Prestatie | Datum            | Plaats |
| ---------------- | --------- | ---------------- | ------ |
| polsstokspringen | 5,65 m    | 19 februari 1995 | Gent   |

## Palmares

### polsstokspringen
- 1989:  BK indoor AC – 4,80 m
- 1990:  BK indoor AC – 5,10 m
- 1990:  BK AC – 5,10 m
- 1992:  BK indoor AC – 5,10 m
- 1993:  BK indoor AC – 5,35 m
- 1994: kwalificaties EK indoor in Parijs – NH
- 1995:  BK indoor AC – 5,61 m (NR)
- 1995: 8e in kwalificaties WK indoor in Barcelona – 5,30 m
- 1995:  BK AC – 5,30 m
- 1995: 14e in kwalificaties WK in Göteborg – 5,20 m